# Christian Rasmussen (1898-1970)
 Der er flere personer med dette navn, se Christian Rasmussen.
Jens Christian Rasmussen (3. juni 1898 i Vinstrup, Sønder Asmindrup Sogn – 3. april 1970 i Holbæk) var en dansk statshusmand og politiker.
Han var valgt til Folketinget i Holbækkredsen for Socialdemokratiet.